# 垫状条果芥
垫状条果芥（学名：Parrya pulvinata）为十字花科条果芥属下的一个种。

## 扩展阅读
維基物種上的相關：垫状条果芥